# Anatole Dauman
Anatole Dauman (Varsavia, 7 febbraio 1925 – Parigi, 8 aprile 1998) è stato un produttore cinematografico francese.

## Biografia
Dauman nacque a Varsavia in una famiglia di ebrei russi ed emigrò successivamente Francia.
Nel 1949 fondò la casa di produzione Argos Films con Philippe Lifchitz. Produsse film con registi come Jean-Luc Godard, Robert Bresson, Wim Wenders, Nagisa Ōshima, Andrej Tarkovskij Chris Marker, Volker Schlöndorff, Walerian Borowczyk e Alain Resnais.

## Filmografia
- L'Affaire Manet, regia di Jean Aurel (1951)
- Peter Bruegel l'Ancien, regia di Edmond Lévy (1953)
- Mina de Vanghel, regia di Maurice Barry e Maurice Clavel (1953)
- Nuit et brouillard d'Alain Resnais (1955)
- Les Hommes de la baleine, regia di Mario Ruspoli (1956)
- Paris la nuit, regia di Jacques Baratier e Jean Valère (1956)
- Dimanche à Pékin, regia di Chris Marker (1956)
- Lettre de Sibérie, regia di Chris Marker (1957)
- Broadway by Light, regia di William Klein (1958)
- Gli astronauti (Les Astronautes), regia di Walerian Borowczyk e Chris Marker (1959)
- Hiroshima mon amour, regia di Alain Resnais (1959)
- Paris la belle, regia di Pierre Prévert (1960)
- Le Rendez-vous de minuit, regia di Roger Leenhardt (1961)
- Madame se meurt, regia di Jean Cayrol e Claude Durand (1961)
- Chronique d'un été d'Edgar Morin e Jean Rouch (1961)
- La jetée, regia di Chris Marker (1962)
- À Valparaíso, regia di Joris Ivens (1962)
- Muriel, il tempo di un ritorno (Muriel, ou le Temps d'un retour), regia di Alain Resnais (1963)
- Èves futures, regia di Jacques Baratier (1964)
- Les oiseaux sont des cons, regia di Chaval (1965)
- Mona, l'étoile sans nom, regia di Henri Colpi (1965)
- Il maschio e la femmina (Masculin féminin), regia di Jean-Luc Godard (1966)
- La guerra è finita (La Guerre est finie), regia di Alain Resnais (1966)
- Due o tre cose che so di lei (Deux ou trois choses que je sais d'elle), regia di Jean-Luc Godard (1967)
- Mouchette - Tutta la vita in una notte (Mouchette), regia di Robert Bresson (1967)
- Jeanne et la Moto, regia di Diourka Medveczky (1969)
- L'amour c'est gai, l'amour c'est triste, regia di Jean-Daniel Pollet (1971)
- La Chavalanthrope, regia di Mario Ruspoli (1972)
- Il pianeta selvaggio (La Planète sauvage), regia di René Laloux (1973)
- Ô Gaule, regia di  Pierre-Marie Goulet (1974)
- Le Beau samedi, regia di Renaud Walter (1974)
- Racconti immorali (Contes immoraux), regia di Walerian Borowczyk (1974)
- La bestia (La Bête), regia di Walerian Borowczyk (1975)
- Ecco l'impero dei sensi (Ai no corrida) de Nagisa Ōshima (1976)
- Colpo di grazia (Der Fangschuß), regia di Volker Schlöndorff (1977)
- L'Amour monstre de tous les temps, regia di Walerian Borowczyk (1977)
- L'impero della passione (Ai no borei), regia di Nagisa Ōshima (1978)
- Demain la petite fille sera en retard à l'école, regia di Michel Boschet (1979)
- Il tamburo di latta (Die Blechtrommel), regia di Volker Schlöndorff (1979)
- Les fruits de la passion, regia di Shūji Terayama (1981)
- L'inganno (Die Fälschung) de Volker Schlöndorff (1981)
- La belle captive d'Alain Robbe-Grillet (1983)
- Scherzo infernal, regia di Walerian Borowczyk (1984)
- Paris, Texas, regia di Wim Wenders (1984)
- Il cielo sopra Berlino (Der Himmel über Berlin) de Wim Wenders (1987)
- Level Five, regia di Chris Marker (1997)